# Omar Diallo
Omar Diallo   (Dakar, 28 de setembre de 1972) és un exfutbolista senegalès de la dècada de 2000.
Fou internacional amb la selecció de futbol del Senegal amb la qual participà en la Copa del Món de futbol de 2002.
Pel que fa a clubs, destacà a Raja de Casablanca, Olympique Khouribga i Sakaryaspor.